# Timo Gesslbauer
Timo Gesslbauer (* 3. Januar 1995)  ist ein österreichischer ehemaliger Handballspieler.

## Karriere
Gesslbauer begann bereits in seiner Jugend beim Handballclub Weiz Handball zu spielen. Als Teil der Weizer Jugendabteilung konnte er in mehreren Altersstufen die Torschützenkrone holen. 2008/09 war der Außenspieler bereits Teil des österreichischen Jugendnationalteams. Mit diesem nahm er 2012 und 2014 an den Heim-Jugendeuropameisterschaften teil. 2011/12 wechselte der Rechtshänder dann zur HSG Raiffeisen Bärnbach/Köflach, für welche er vermehrt im U-20-Team spielte. Ab der Saison 2015/16 lief Gesslbauer ausschließlich für die erste Mannschaft der Steirer in der Handball Liga Austria auf. Ab der Saison 2017/18 lief der Rechtshänder für die HSG Graz in der Handball Liga Austria auf. 2019 erlitt Gesslbauer einen Kreuzbandriss. 2021 beendete er seine Karriere.

## HLA-Bilanz
| Saison    | Verein                          | Spielklasse | Tore | 7-Meter    | Feldtore |
| --------- | ------------------------------- | ----------- | ---- | ---------- | -------- |
| 2011/12   | HSG Raiffeisen Bärnbach/Köflach | HLA         | 3    | 0/0        | 3        |
| 2012/13   | HSG Raiffeisen Bärnbach/Köflach | HLA         | 15   | 1/1        | 14       |
| 2013/14   | HSG Raiffeisen Bärnbach/Köflach | HLA         | 17   | 0/0        | 17       |
| 2014/15   | HSG Raiffeisen Bärnbach/Köflach | HLA         | 49   | 1/2        | 48       |
| 2015/16   | HSG Raiffeisen Bärnbach/Köflach | HLA         | 52   | 1/4        | 51       |
| 2011–2016 | gesamt                          | HLA         | 136  | 3/7 (43 %) | 133      |